# آب‌پاشان
آب‌پاشان، جشن آبریزگان یا آبریزان یا نوروز طبری یا جشن سرشوی یا آفریجکان یا عیدالاغتسال از جمله مراسم معتبر و مشهوری است که به نوروز منسوب است و اغلب مورخان و نویسندگان بدان اشاره کرده‌اند. از جمله مراسم این جشن رسم شست‌وشوی و آب پاشیدن به یکدیگر می‌باشد.

## علل پیدایش
برابر با روایت ابوریحان منشأ جشن مربوط است به زمان جمشید در این زمان عدد جانوران و آدمی آنقدر زیاد شد که دیگر جایی باقی نماند. خداوند زمین را سه برابر فراخ‌تر گردانید و فرمود مردم غسل کنند تا از گناهان پاک شوند و از آنگاه جشن آبریزگان به یادگار ماند. در مأخذ دیگر شروع این جشن چندان قدیم نیست و به عهد ساسانیان مربوط می‌شود. ابن فقیه همدانی در اواخر سدهٔ سوم آورده که:
در روزگار شهریاری فیروز ابن یزدگرد ابن بهرام (پیروز یکم) هفت سال مردم ایران باران ندیدند آنگاه مردی در جوانی درگذشت، فیروز کسانی برای تحقیق حال آن مرد فرستاد. فرستادگان دیدندش که او را سه انبار گندم بوده‌است. این خبر را به فیروز دادند. فیروز آن کس را که این مژده آورده‌بود، چهار هزار درهم بداد و گفت «سپاس خداوند را که هفت سال مملکت مرا باران نداد و با این همه یک تن از گرسنگی نمرد.» پس از آن به آبان روز (روز دهم) از فروردین ماه باران آمد و مردم از این شادمانی که پس از روزگاری دراز باران بیاید، بر یکدیگر آب پاشیدند. این کار تا امروز چون آیینی در ماه و همدان و اصفهان و دینور بر جای مانده‌است.

## زمان جشن آبریزگان
گویا این جشن در نوروز گرفته می‌شد. ابوریحان نوشته‌است
 اشاره ابوریحان بیرونی به این جشن نمایان‌گر آن است که این رسمی جدا از تیرگان باید باشد یعنی رسمی که بلافاصله پس از زمستان انجام می‌شود و با باران و مراسم جادوی تقلیدی باران‌زایی در تیرگان که اوایل تابستان است، تفاوت دارد. ابوریحان در ضمن شرح جشن تیرگان در روز سیزدهم از ماه تیر نیز اشاره به غسل و شست‌وشوی کردن مردم کرده‌است. مع‌هذا باید چنین افتراقی را میان دو جشن قایل شد. ششم فروردین یا نوروز بزرگ یکی از مراسم عمده شست‌وشوی تن و نوعی غسل بوده‌است و سیزدهم تیر یا جشن تیرگان نمایش‌هایی دربارهٔ رسوم تقلیدی باران‌زایی برپا می‌شد.
ابن فقیه همدانی تاریخ این جشن را دهم فروردین ماه ضبط کرده‌است.

## جشن آبریزگان در استان کهگیلویه و بویراحمد
در مناطق جنوب غرب کشور در مناطقی از استان کهگیلویه و بویراحمد این جشن در پائیز و به منظور درخواست باران برگزار می‌شود. این هنگامی است که کشاورزان در پاییز غلات خود را می‌کارند و در اواخر بهار برداشت می‌کنند. این جشن به نام محلی خشک گلال نام دارد. این جشن بدین گونه برگزار می‌شود که در یک شب مردان و زنان و کودکان در روستا گرد هم آمده و با برداشتن دو تکه سنگ و کوبیدن آن‌ها به هم و خواندن عبارت «گلال گلال اوو برد خشک گلال اوو برد» خانه‌های روستا را یک به یک می‌گردند. رسم است که اهالی هر خانه به جمعیت آب بپاشد و بعد مقداری آرد به آن‌ها بدهد. بعد از جمع‌آوری آردها زن‌های شرکت‌کننده در جشن آن‌ها را خمیر کرده و به تعداد افراد شرکت‌کننده در جشن گلولهٔ خمیری درست می‌کنند. به طور محرمانه‌ای در یکی از گلوله‌های خمیر یه ریگ یا شن قرار می‌دهند و گلوله‌های خمیر را به افراد حاضر تعارف می‌کنند. با برداشت گلوله‌های خمیر و مشخص شدن فردی که دارای خمیر ریگی بوده‌است جشن به پایان می‌رسد ولی در صورتی که تا دو شبانه روز باران نبارد فردی که دارای ریگ بوده‌است را کتک می‌زنند یا در برکه‌ای آب سرد می‌اندازند تا خدا دلش بسوزند و باران بزند.